# Les Fonts

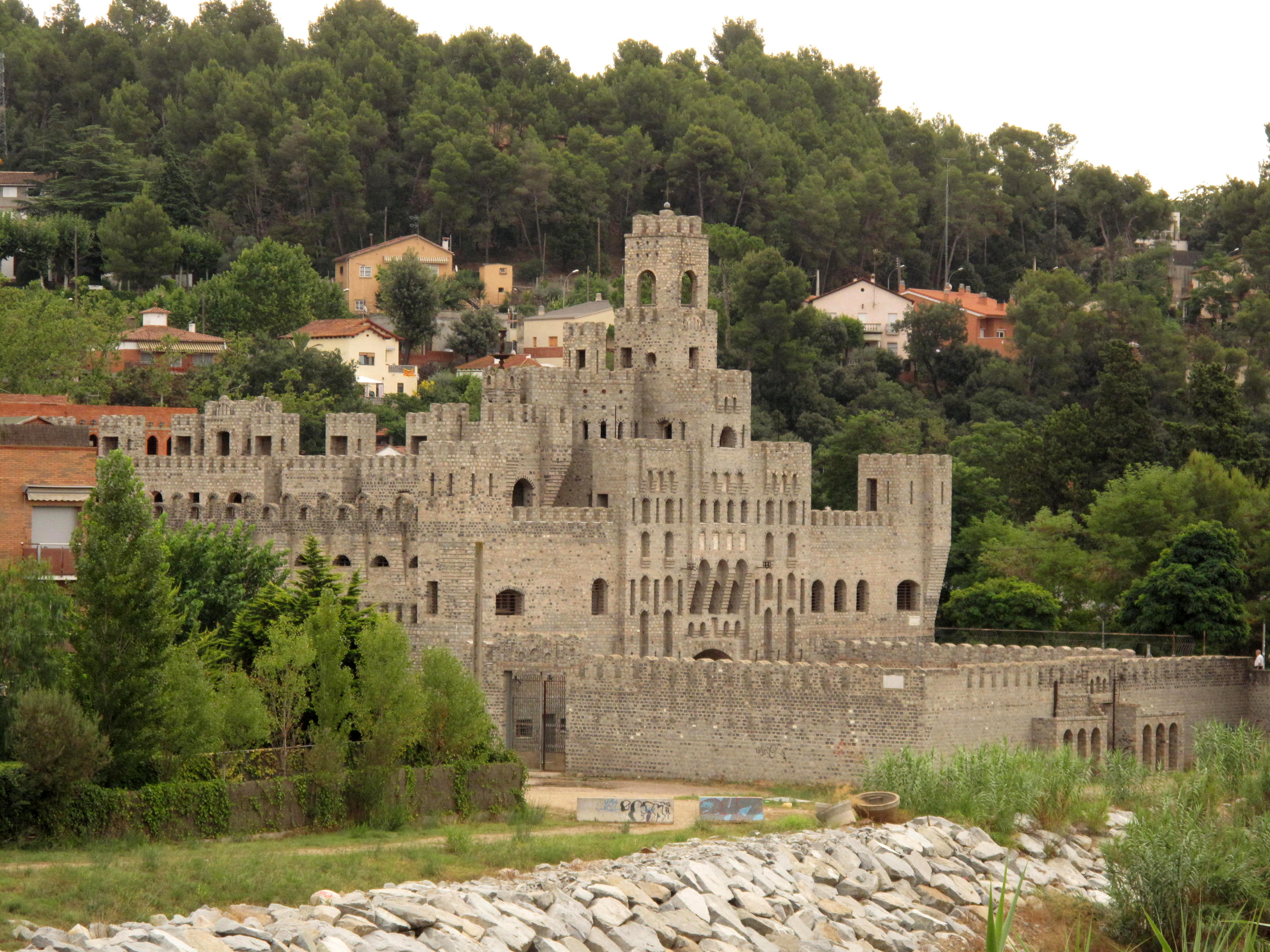
El Castell de les Fonts

Les Fonts is een woonwijk in Spanje, verdeeld tussen de Catalaanse steden Terrassa en Sant Quirze del Vallès.
Het heeft ongeveer 2700 inwoners (2018) en is vooral bekend vanwege het kasteel (Catalaans: El Castell) en het FGC-treinstation, het station ligt namelijk op de route Barcelona-Vallès die Barcelona verbindt met de Vallès Occidental.
Het is een aparte plaats omdat het een eigen naam en territorium heeft, wat op zijn beurt weer verdeeld is tussen Terrassa en Sant Quirze del Vallès. Het is echter aan Terrassa aangegroeid. 

## Trivia
De naam Les Fonts is Catalaans voor De fonteinen